# Phạm Ngọc Khóa
Phạm Ngọc Khóa là một sĩ quan cấp cao trong Quân đội nhân dân Việt Nam, hàm Trung tướng, nguyên Cục trưởng Cục Tác chiến (2004-2010), nguyên Tư lệnh Quân đoàn 2 (2000-2004).

## Thân thế và sự nghiệp
Ông quê tại Định Hóa, Kim Sơn, Ninh Bình
Năm 2000, bổ nhiệm giữ chức Tư lệnh Quân đoàn 2
Năm 2004, bổ nhiệm giữ chức Cục trưởng Cục Tác chiến Bộ Tổng Tham mưu
Năm 2010, ông nghỉ hưu.
Thiếu tướng (2000), Trung tướng (2006)